# İhsan Yüce
İhsan Yüce (Elaze, 23 de janeiro de 1930- Istanbul, 15 de maio de 1991) foi um ator turco.

## Biografia
Ihsan Yuce estudou na Escola de İzmir Atatürke mais tarde no İktisadi Ticari İlimler Akademisi. Ele começou sua carreira de ator em Esmirna e fundou a Tiyatro Bizim e Drama Tiyatrosu.
Seu primeiro papel no cinema foi destaque em Altin Yumruk e ele fez filmes como como Senede Bir Gün, Bir Millet Uyanıyor ve Sürtüğün Kızı. Ele foi premiado com o Golden Orange de Melhor Ator por sua atuação em Derya Gulu.
Ao todo, Yuce atuou em um total de 117 filmes, escreveu o roteiro de 55 filmes e dirigiu seis filmes.